# Anděl (stanice metra)
Anděl (zkratka AN) je stanice metra v Praze na lince B. Nachází se ve čtvrti Smíchov v blízkosti odstřeleného domu U zlatého anděla, po němž je pojmenována. Její ražba začala v roce 1980 a pod názvem Moskevská (předtím navrhována také jako Lidická podle nedaleké ulice Lidická) byla otevřena 2. listopadu 1985. Přejmenována na dnešní název byla 22. února 1990. Její protějšek Pražskaja v Moskvě přejmenována nebyla. V roce 2014 byla druhou nejvytíženější nepřestupní stanicí pražského metra.
V roce 2014 se začala razit šachta výtahu a v roce 2016 se stanice stala bezbariérově přístupnou. V červnu 2018 byla dokončena několikaměsíční rekonstrukce eskalátorů v severním vestibulu započatá v září 2017. 
Od konce roku 2020 do podzimu 2021 byl zrekonstruován i jižní vestibul; do projektu byla zapojena tehdejší architektka pražského metra Anna Švarc a byly obnoveny některé interiérové prvky z doby otevření stanice.

## Charakteristika stanice

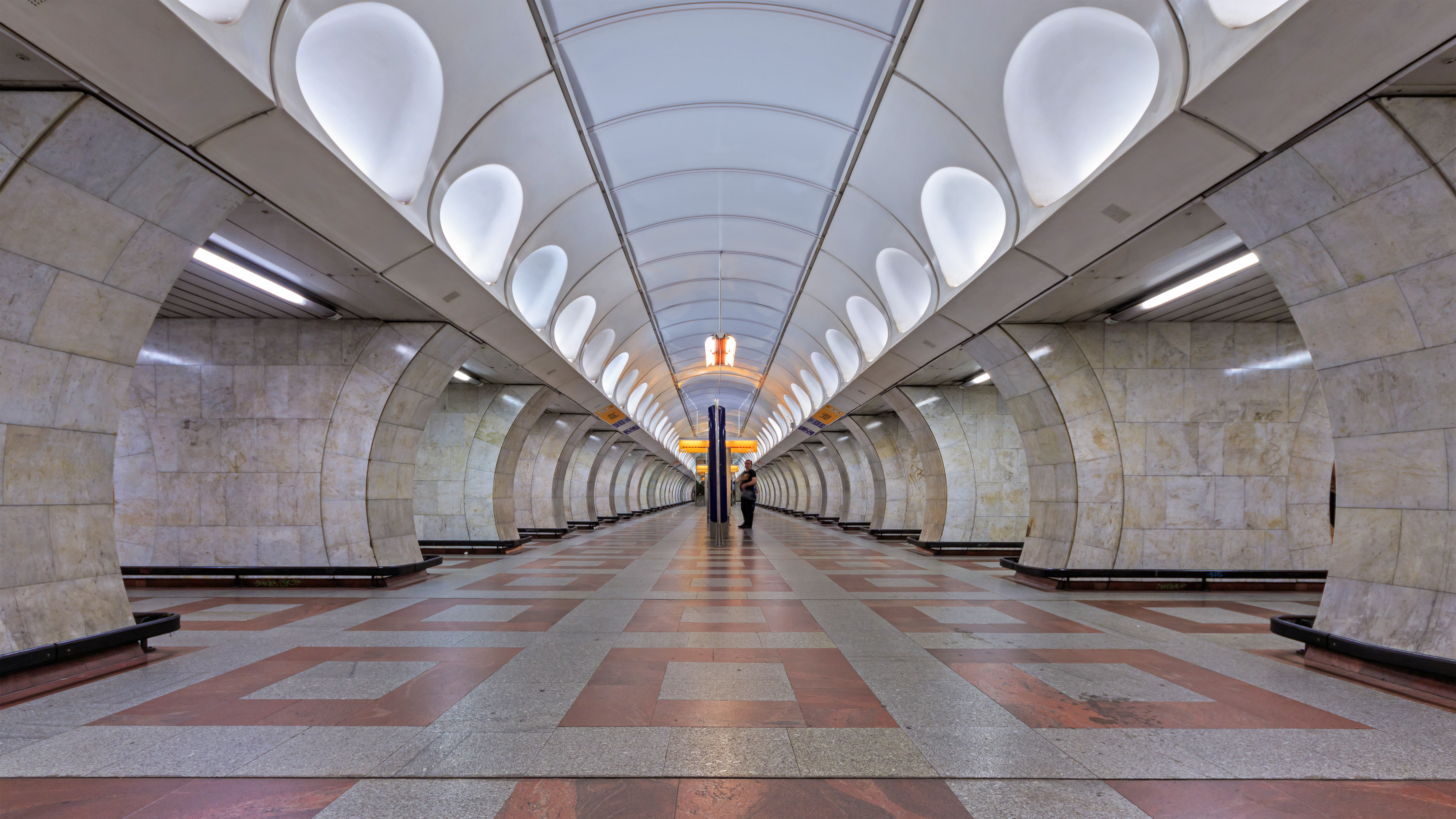
Střední tunel stanice

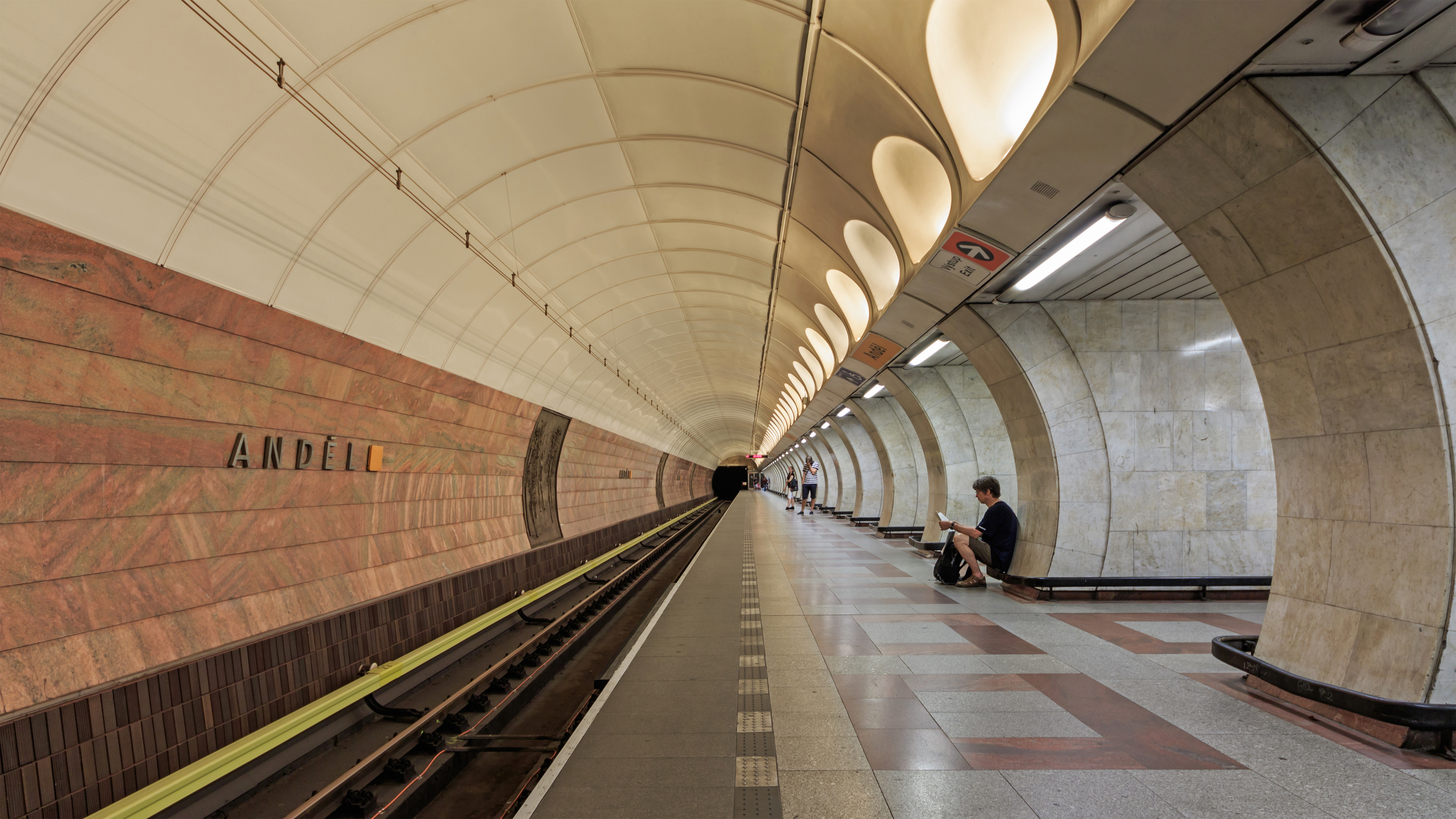
Nástupiště ve stanici Anděl

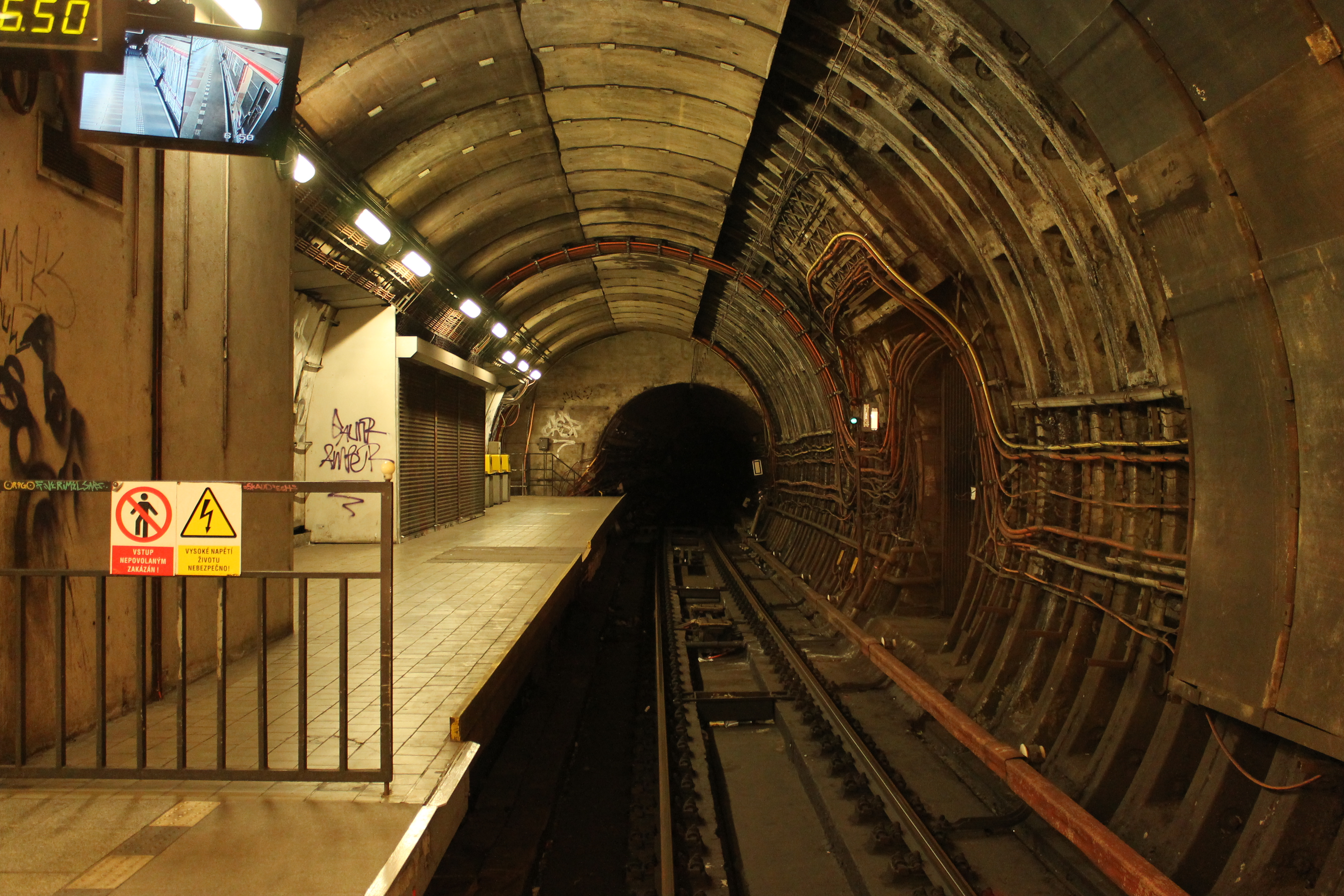
Stanice Anděl v tubusu.

Anděl je trojlodní podzemní ražená stanice (35,4 m pod povrchem) s 27 páry prostupů a plnou délkou středního tunelu. Stanice je 145 m dlouhá, z toho jen nástupiště dosahuje 110 m a šířky 18 m. Z něj vedou dva eskalátorové tunely, napojující se do dvou vestibulů (severní a jižní). Přímo na nástupiště ústí také výtahová šachta umožňující bezbariérový přístup.
Stanice se začala razit roku 1980, její výstavby se zúčastnili inženýři a architekti z bývalého SSSR (např. Lev Nikolajevič Popov), zatímco pracovníci československého Metrostavu budovali v Moskvě stanici Pražská. Obě stanice měly představit styl stanic v „družebním“ městě. Proto je stanice Anděl zdobena inkrustacemi a v prostoru nástupiště jsou umístěny bronzové odlitky, zobrazující tradiční motivy socialistického realismu, jako „přátelství“ se SSSR, dobývání vesmíru apod. Tyto odlitky byly po sametové revoluci v roce 1989 sejmuty, ale po krátké době několika měsíců byly opět vsazeny, neboť bylo dosaženo shody v názoru, že historii nelze vymazat. Občas se stávají cílem nájezdu vandalů, kteří je již jednou znehodnotili potřísněním červenou barvou vyhozenou z okénka vozu v igelitovém pytlíku, proto jsou dnes některé značně poškozeny. Stanice Pražská v Moskvě nebyla přejmenována a byla vyzdobena keramickými tvarovkami a vzbuzovala v moskevském metru značnou pozornost.
Za stanicí Anděl se nachází technologický tunel v délce 117,5 m; pod vestibuly jsou umístěny strojovny eskalátorů. Do celé stanice patří 163 místností. Celkový obestavěný prostor činí 81 690 m³. Technologické prostory jsou propojeny se Strahovským tunelem štolou.

### Vestibuly

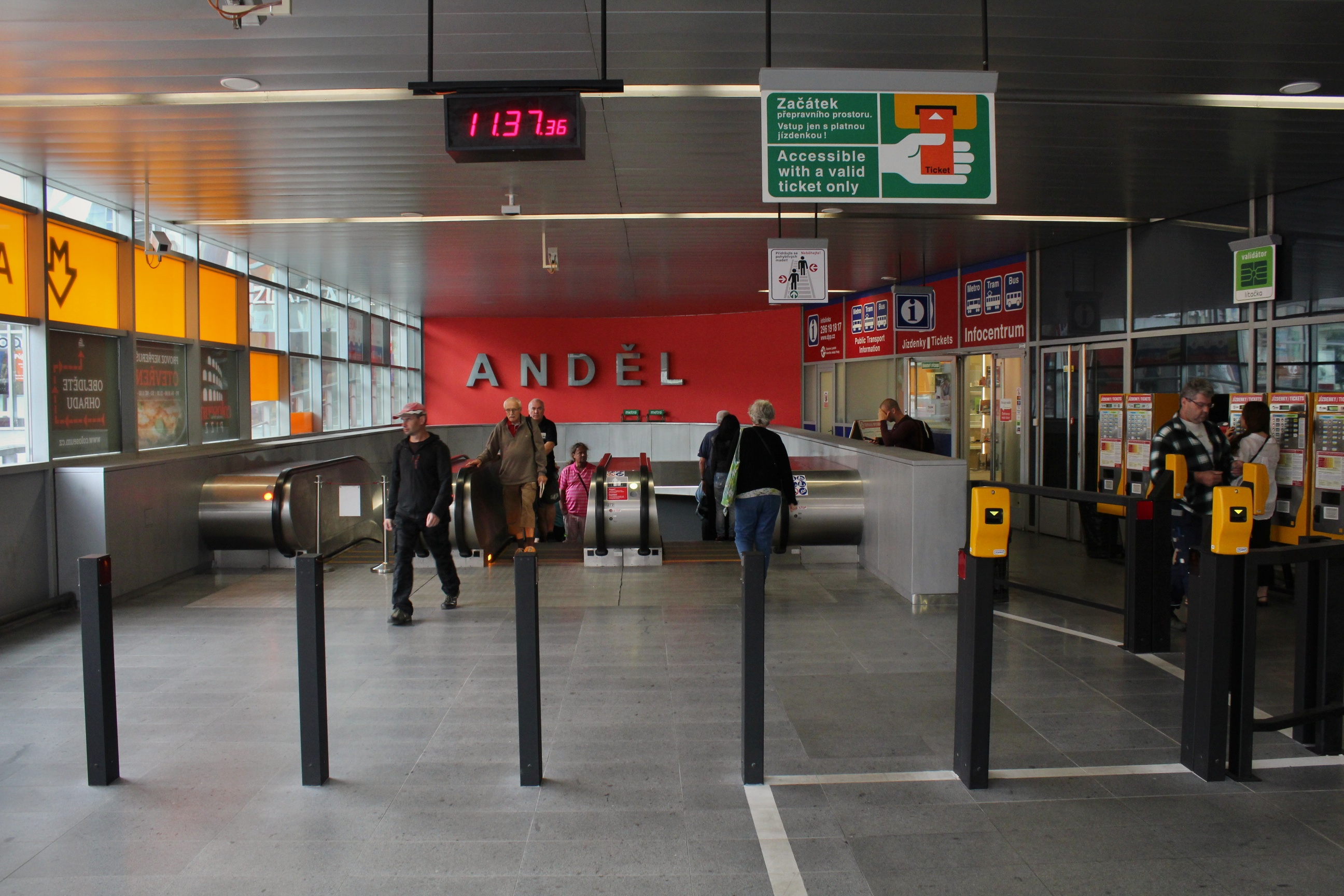
Vstup z křižovatky Anděl

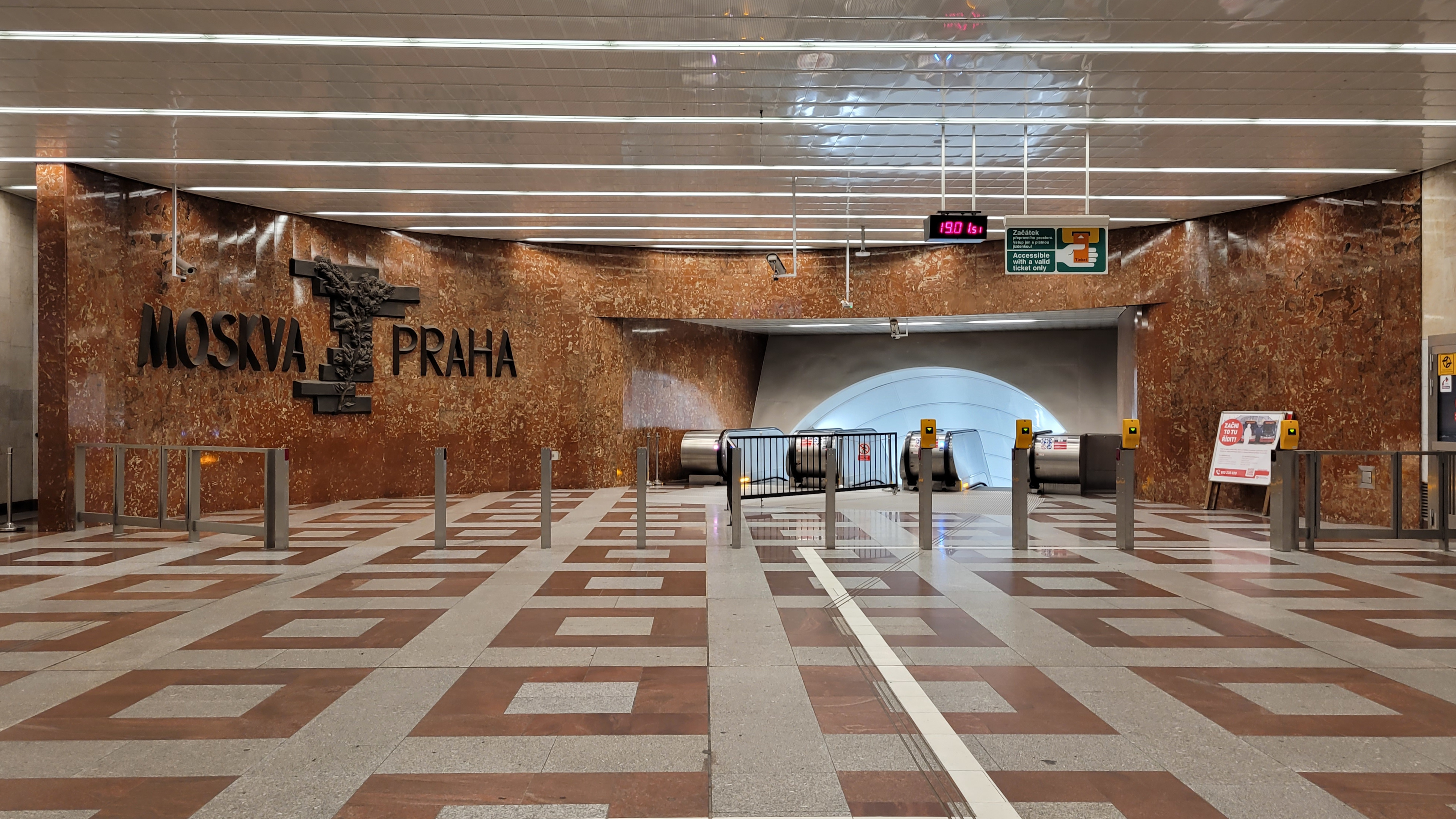
Vestibul Na Knížecí

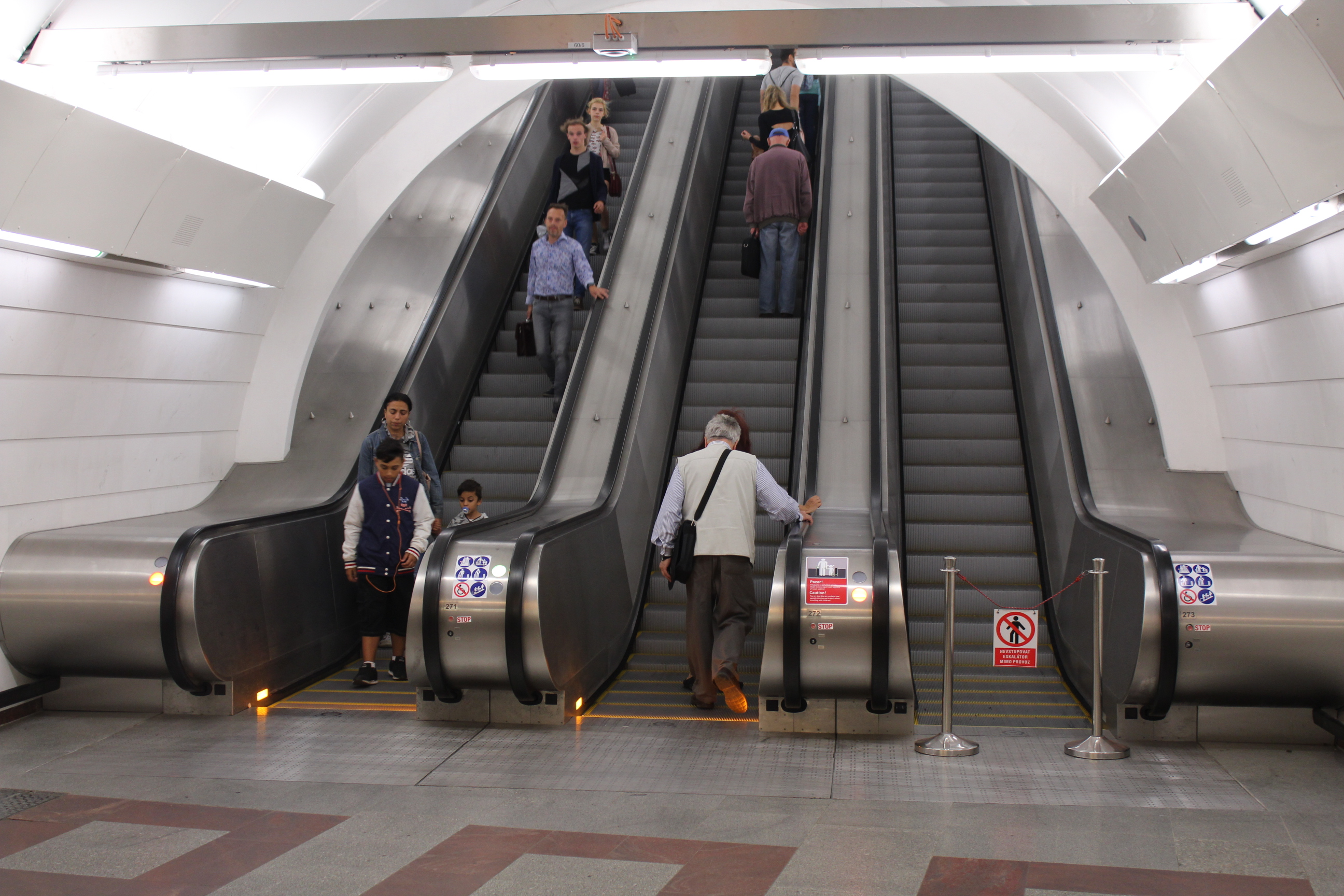
Eskalátory k severnímu vestibulu po rekonstrukci (2018)

Severní vestibul je povrchový. Nachází se v Nádražní ulici u křižovatky Anděl a je součástí budovy Zlatý Anděl. Do roku 1999 tu stál betonový a prosklený palác, známý především kamennou mozaikou s panoramatem Moskvy z roku 1985. V roce 2000 musel být severní výstup dočasně i kvůli tomuto uzavřen. Eskalátory, které do něj ústí, jsou dlouhé 59,5 m a na výšku dosahují 29,75 m; eskalátorový tunel se mírně odchyluje od osy stanice.
Jižní vestibul je podpovrchový, umístěný u Ženských domovů a v oblasti známé jako Na Knížecí. Je zde stejnojmenné autobusové nádraží, využívané jak pro městskou, tak pro dálkovou dopravu. Ve vestibulu se nachází bronzová plastika s velkým nápisem Moskva – Praha, která připomíná předlistopadovou éru a česko-sovětskou spolupráci při výstavbě pražského metra. Stanice je konstruována jako jedna hala s mnoha výstupy na povrch s pevnými schodišti a někdy i jedním eskalátorem, která je na severním konci zakončena eskalátorovým tunelem se třemi eskalátorovými rameny o délce 61,6 m a výšce 30,8 m vedoucím na nástupiště stanice.

## Vzhled
Celkový průřez nástupiště této stanice je podobný střechám pravoslavných kostelů. Bílá barva mramoru evokuje barvu sněhu. V Moskvě je Andělu nejpodobnější pravděpodobně stanice metra Rimskaja. Původní charakter stanice byl značně narušen vestavbou výtahů, kdy již není možný průhled skrz celou střední loď a moderní nerezový design výtahů nekoresponduje s mramorovými obklady.

### Výzdoba

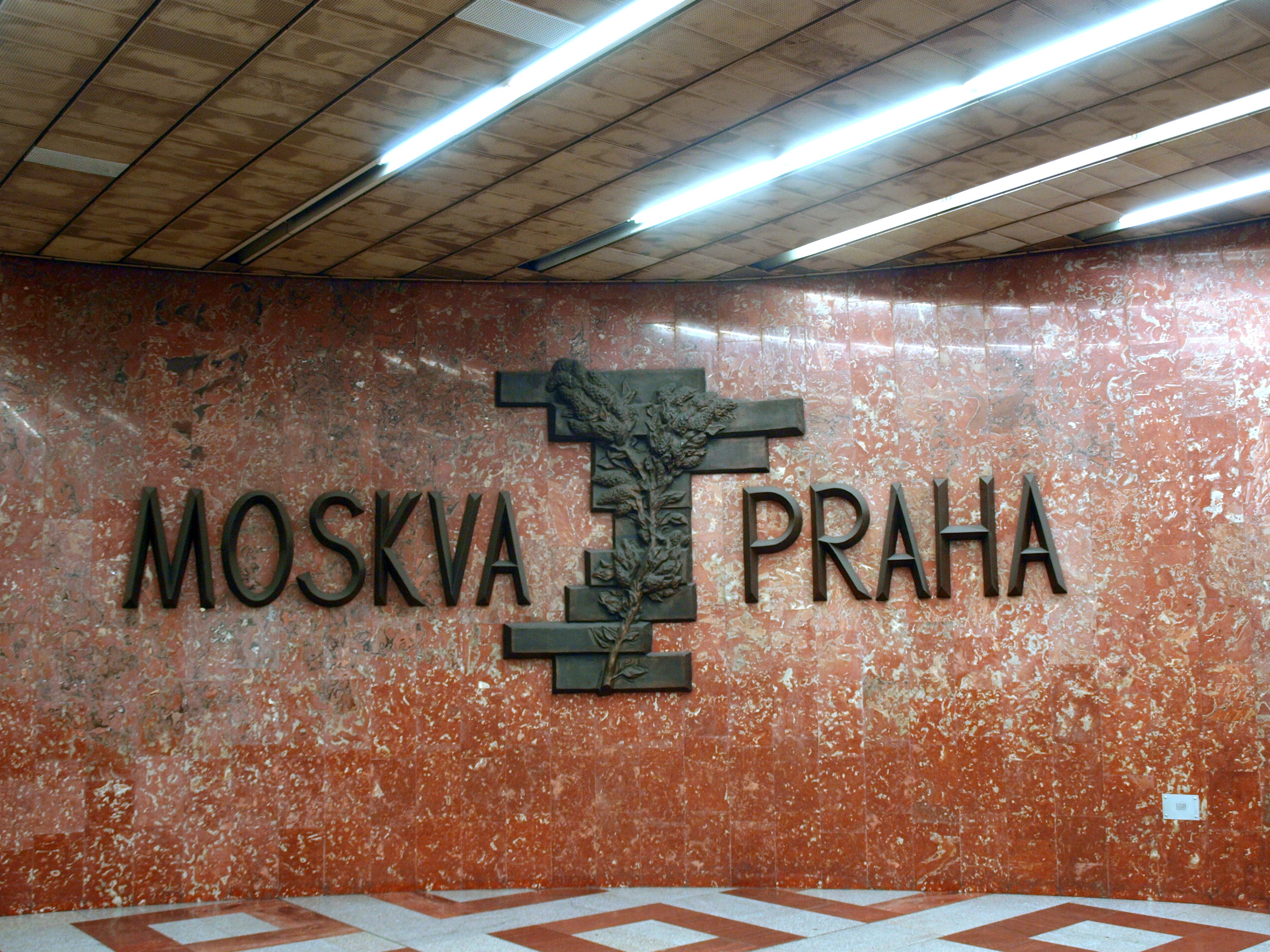
Nápis a reliéf ve vestibulu stanice připomínající její dřívější jméno

Ve stanici byly při její výstavbě umístěny bronzové reliéfy. Některé z nich, připomínající přátelství se Sovětským svazem nebo dobývání vesmíru, se nachází v prostoru nástupišť, v obou vestibulech se pak nacházely reliéfy připomínající spolupráci mezi Moskvou a Prahou. Odlitky byly po sametové revoluci v roce 1989 odstraněny, krátce poté ale byly navráceny zpět. Kamenná mozaika s panoramatem Moskvy byla po Sametové revoluci odstraněna natrvalo.
Zatímco reliéf v severním vestibulu byl odstraněn, plastika s nápisy Moskva a Praha v jižním vestibulu zůstala i po dokončení rekonstrukce v roce 2021, což někteří lidé považovali za kontroverzní. V dubnu 2024 šestnáctiletý student Jan Boháč vytvořil internetovou petici za její odstranění a nedlouho poté se s podobným úmyslem vyjádřili i náměstci primátora Zdeněk Hřib a Jiří Pospíšil. Podle nich by se měla k plastice dočasně umístit doplňující informační cedule a na nové využití prostoru vypsat výtvarná soutěž. V květnu 2024 rozhodla Rada hlavního města Prahy o doplnění tabulky vysvětlující kontext vzniku plastiky.
Reliéfy na východní koleji (směr Černý Most):

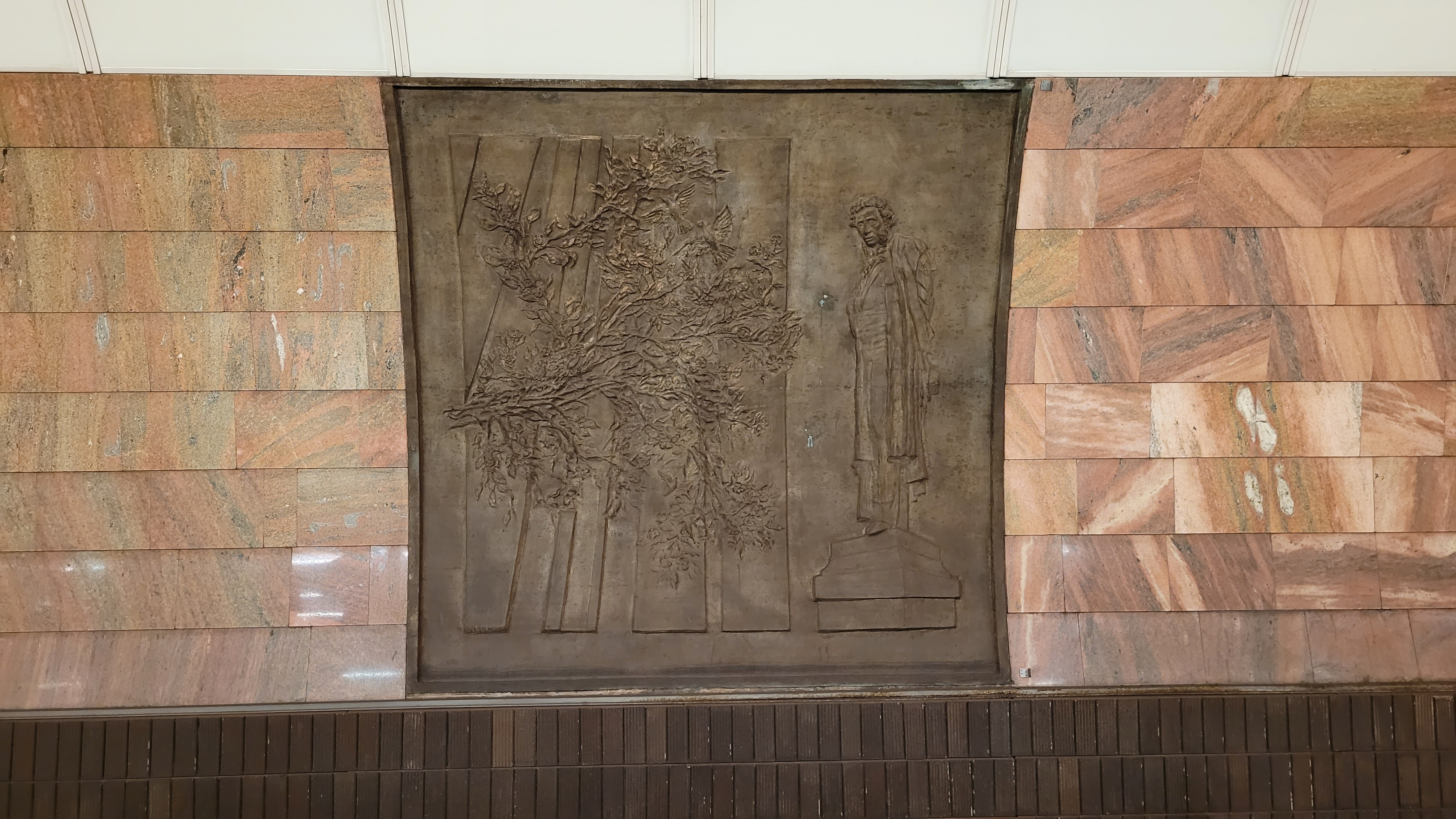
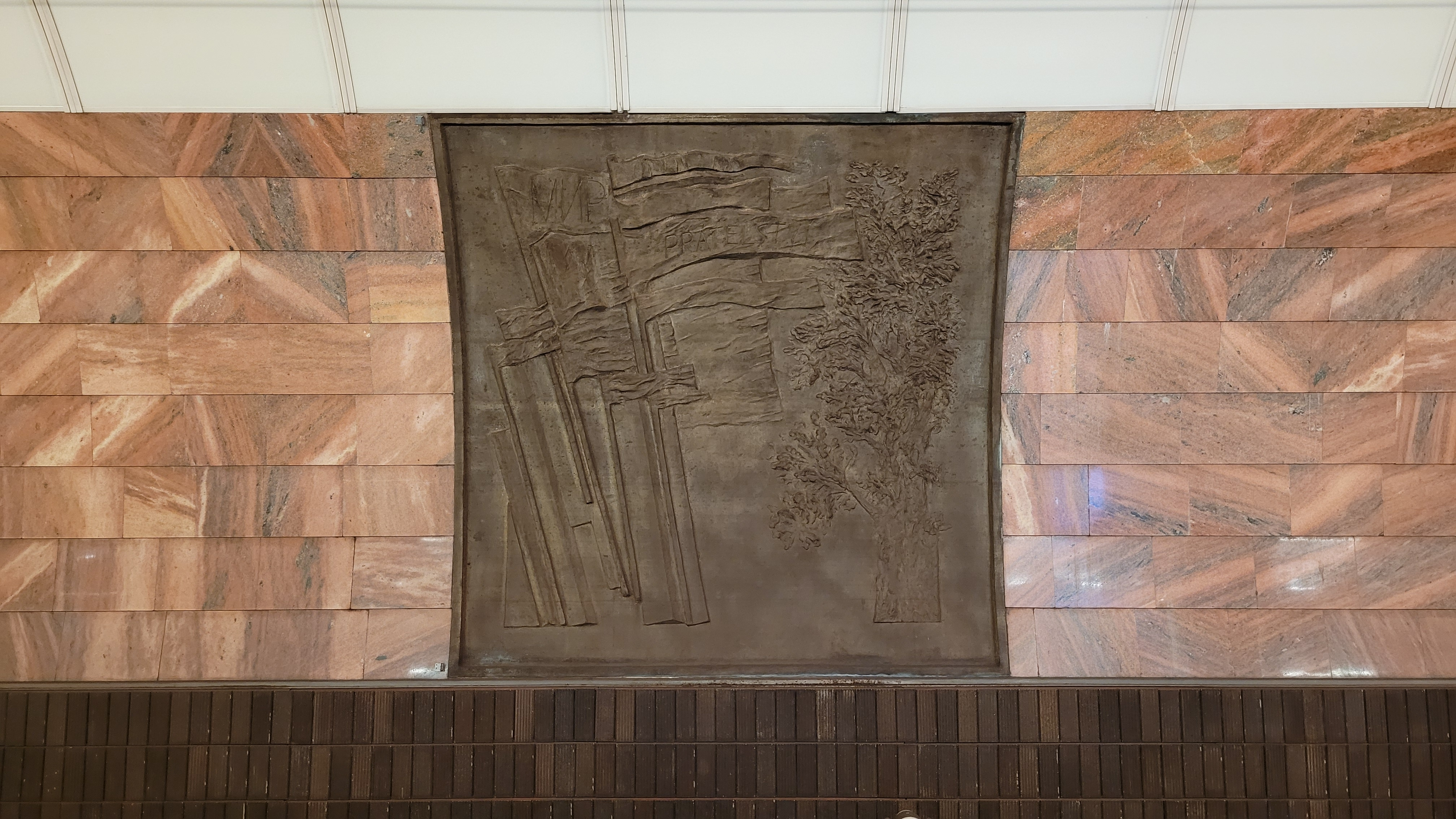
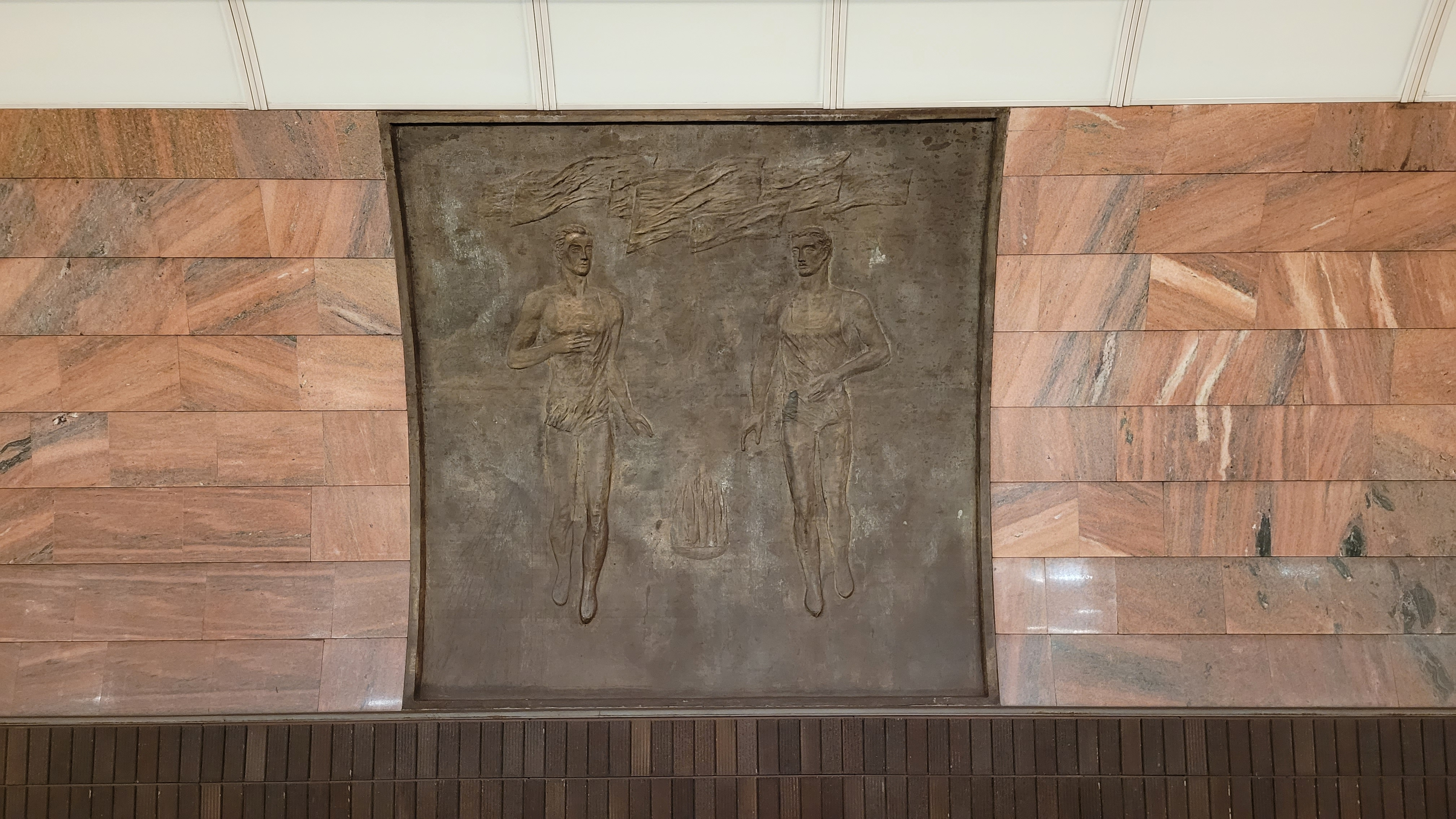
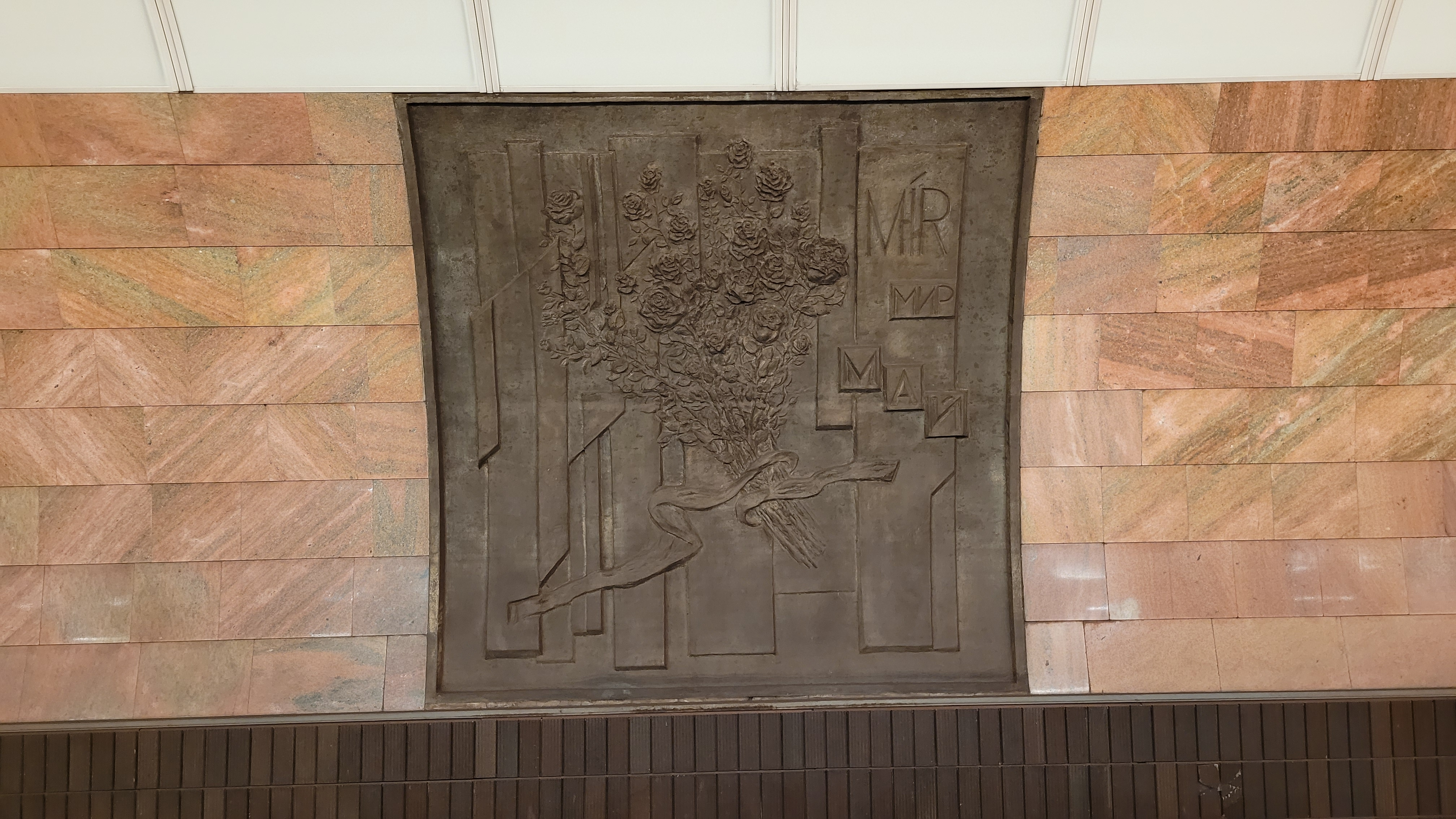

Reliéfy na západní koleji (směr Zličín):

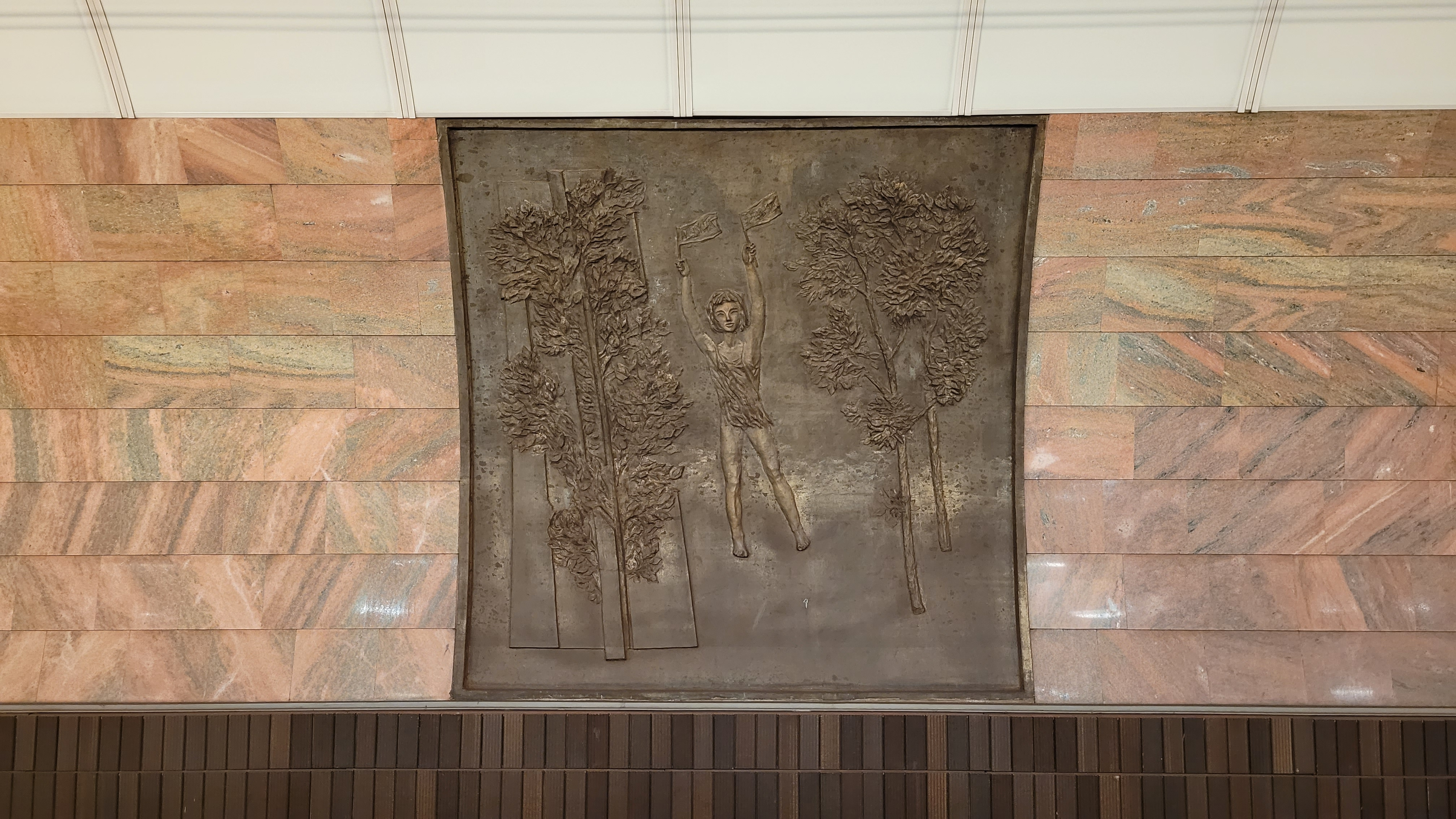
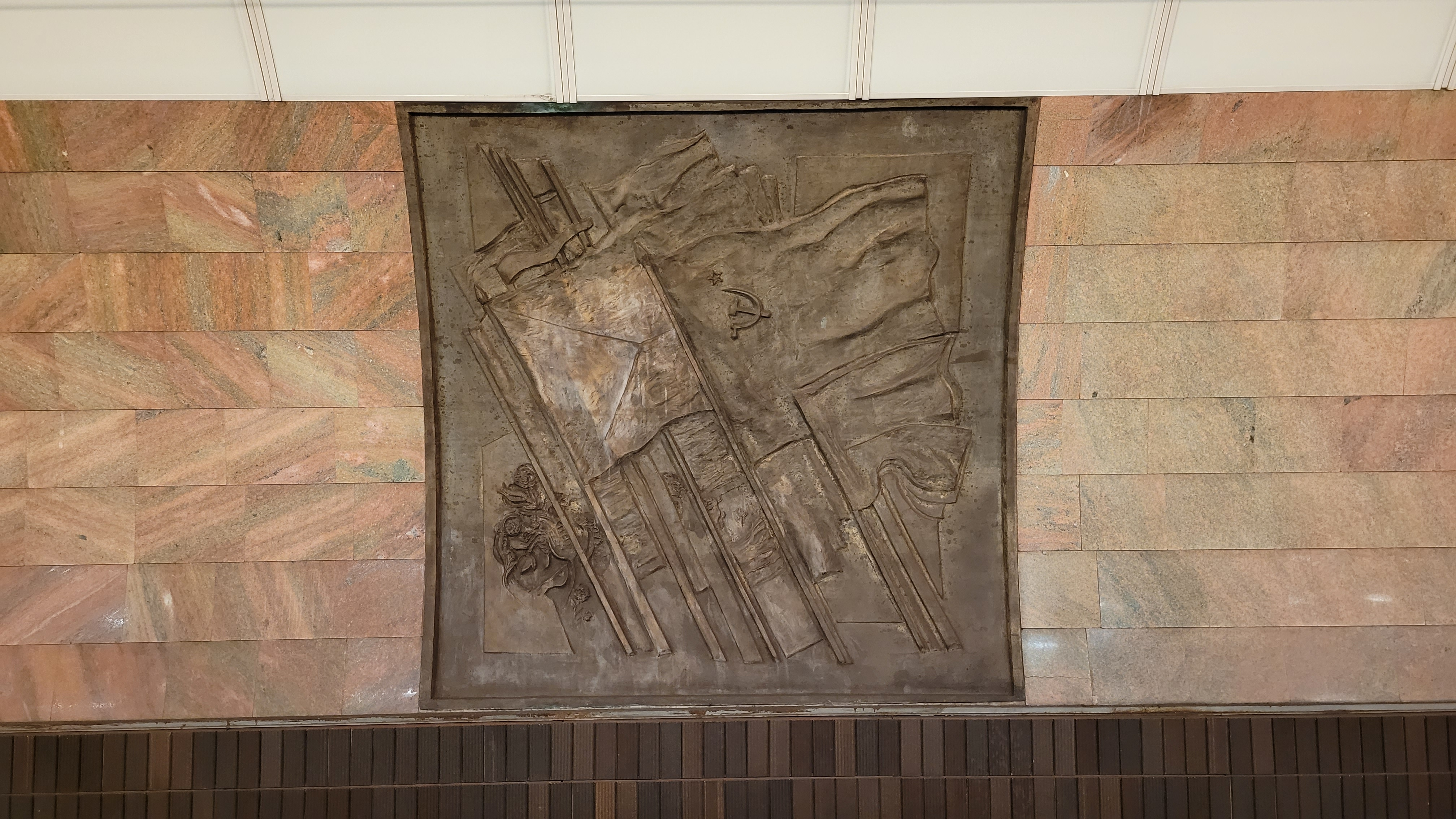
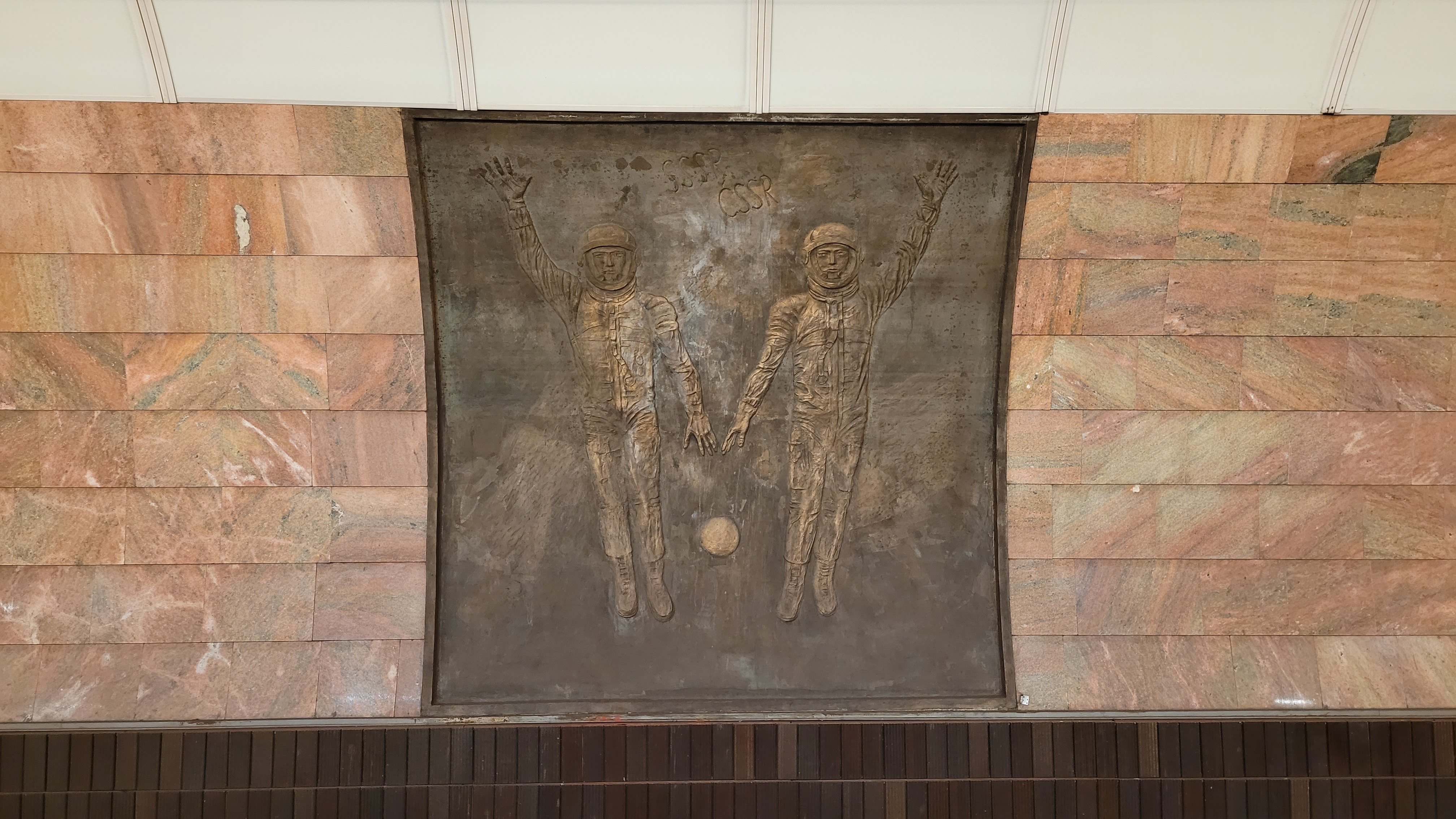
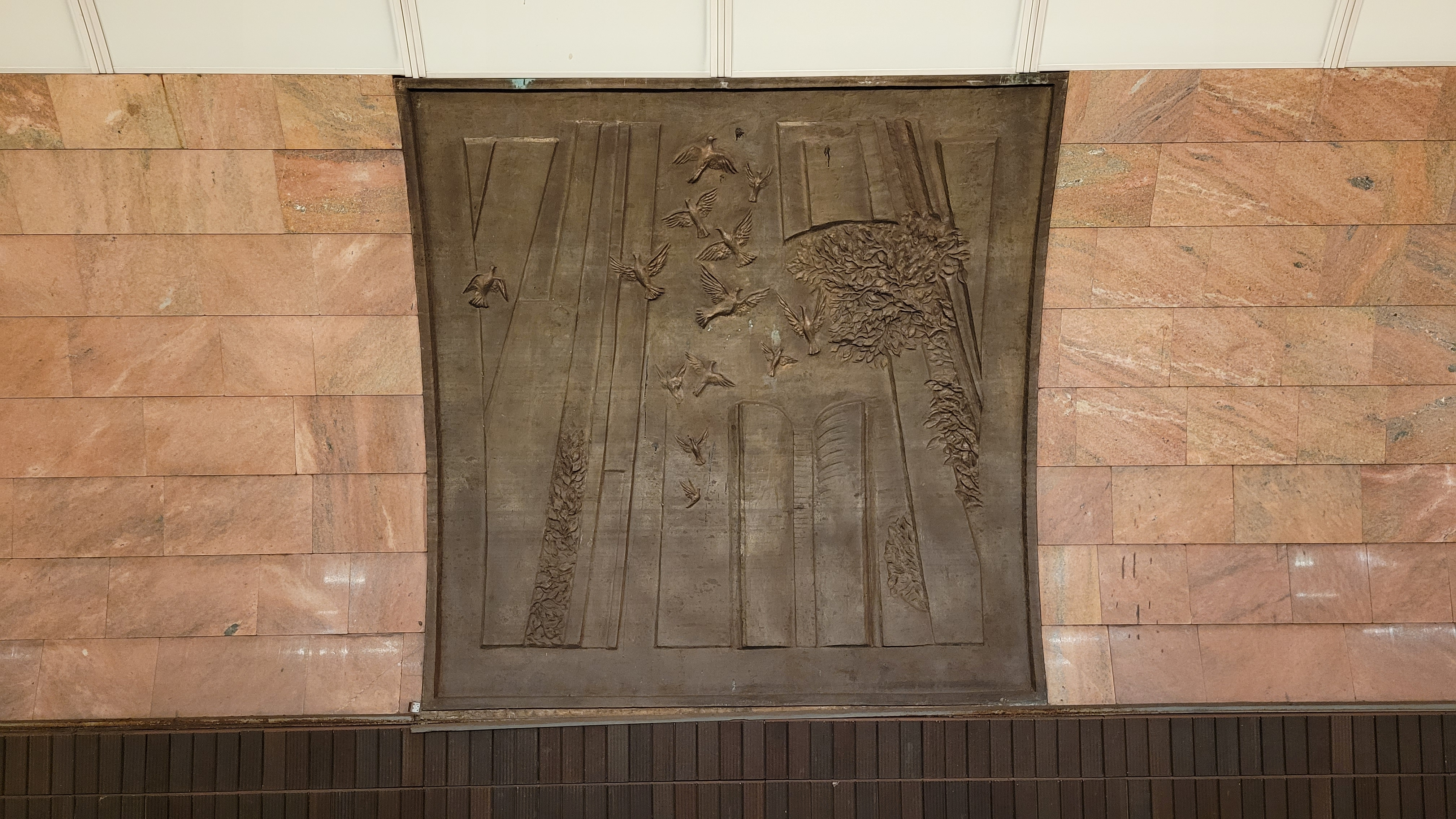

## Povodně vroce 2002
I stanice Anděl byla zasažena pětisetletou vodou v roce 2002, po které bylo nutno vyměnit technologická zařízení, podhledy, některé obklady, osvětlení a kompletně vyčistit eskalátory, a to ve velmi krátkém termínu. Naopak všechny kamenné obklady musely být zachovány, aby se nezměnil charakter stanice.
V důsledku velkého tlaku vody došlo také k popraskání obkladového koelginského mramoru pilířů a k jeho povrchovému narušení, které se v současnosti projevuje černými šmouhami.

## Využití stanice
- 1986: obrat osob 21 300 cestujících v ranní špičce, z toho nastupujících 11 500 a výstup 9 500.
- 2000: obrat osob 74 600 cestujících denně, z toho nastupujících 37 660 a výstup 39 640.
- 2014: obrat osob 102 200 cestujících denně, z toho nastupujících 46 900 a výstup 55 300.